# Stanley Chumfwa
Stanley Chumfwa (ur. 31 października 1976) – zambijski szachista, mistrz międzynarodowy od 2012 roku.

## Kariera szachowa
Od połowy lat 90. XX wieku należy do ścisłej krajowej czołówki, w latach 1994, 2000 i 2002 trzykrotnie wystąpił na szachowych olimpiadach, natomiast w 2003 i 2007 – na drużynowych mistrzostwach Afryki, na których dwukrotnie zdobył brązowe medale. W 2003 roku zwyciężył w rozegranym w Tshwane otwartym turnieju South African Open. Trzykrotnie (2003, 2005, 2007) startował w indywidualnych mistrzostwach Afryki, najlepszy wynik osiągając w 2005 roku w Lusace, gdzie zajął IV m. (za Ahmedem Adly, Slimem Belkhodją i Alim Frhatem). Dzięki temu wynikowi zakwalifikował się do turnieju o Puchar Świata (2005, Chanty-Mansyjsk), w pierwszej rundzie przegrywając z Etienne Bacrotem.
Najwyższy ranking w dotychczasowej karierze osiągnął 1 listopada 2011 roku, z wynikiem 2341 punktów zajmował wówczas 2. miejsce (za Amonem Simutowe) wśród zambijskich szachistów.